# Brent Renaud
Brent Renaud (Memphis, Tennessee, 1971. október 2. – Irpiny, 2022. március 13.) amerikai újságíró, dokumentumfilmes, haditudósító, a The New York Times egykori munkatársa. Craig nevű testvérével rendszeresen dolgozott filmek készítésén többek között az HBO-nak és a Vice Newsnak.  Az ukrán–orosz háború során, Irpinyben lőtték le 2022. március 13-án.

## Életrajz
1971. október 2-án született a Tennessee állambeli Memphisben és az Arkansas állambeli Little Rockban nőt fel. Édesanyja Georgann Freasier szociális munkás, édesapja Louis Renaud eladó. Brent Renaud bachelor fokozatot szerzett angol irodalomból a Déli Metodista Egyetemen és mesterfokozat szerzett a Columbia Egyetemen szociológiából.

## Fordítás
- Ez a szócikk részben vagy egészben  a   Brent Renaud című angol Wikipédia-szócikk ezen változatának fordításán alapul.  Az eredeti cikk szerkesztőit annak laptörténete sorolja fel. Ez a jelzés csupán a megfogalmazás eredetét és a szerzői jogokat jelzi, nem szolgál a cikkben szereplő információk forrásmegjelöléseként.